# Gai Saloni Matidi Patruí
Gai Saloni (o Salonià) Matidi Patruí (en llatí Gaius Salonius (o Saloninus) Matidius Patruinus, mort el 78) va ser un senador romà que va viure durant el regnat de Tit al segle I.
Patruí venia d'una família adinerada de grau pretorià de Vicetia (actual Vicenza, al nord d'Itàlia). Al voltant del 63, es va casar amb la noble hispana dita Úlpia Marciana, la germana major del futur emperador Trajà. El 4 de juliol de 68, Marciana li va donar una filla, Salònia Matídia i sembla que també un fill.
Va servir com a pretor i, a través d'aquesta posició, es va convertir en senador. El 70/71, Patruí possiblement va servir com a governador de Germània Superior. A la seva mort, el 78, a Roma, Patruí era sacerdot i estava servint com a membre dels Frates Arvales. Després d'això, Marciana i Matídia van anar a viure amb Trajà i la seua esposa Pompeia Plotina.